# Mortehoe
Mortehoe est un village et ancien manoir sur la côte nord du comté de Devon, en Angleterre. Il se trouve à 10 milles au nord-ouest de Barnstaple, près de la station balnéaire de Woolacombe (en) et Lee Bay (en), et il est situé dans une vallée des collines de dunes de sable derrière la péninsule de Morte Point (en).
Il est déjà fait mention de Mortehoe dans le Domesday Book, mais la ville semble plus ancienne. Au XIXe siècle, il s'agissait d'une zone privilégiée pour la contrebande et les pilleurs d'épaves. Depuis l'arrivée du chemin de fer, notamment la ligne d'Ilfracombe, Mortehoe est devenu une zone plus touristique, avec de nombreux campings et camps de vacances à proximité.

## Phare
Un phare a été érigé sur la péninsule de Bull Point, à proximité.

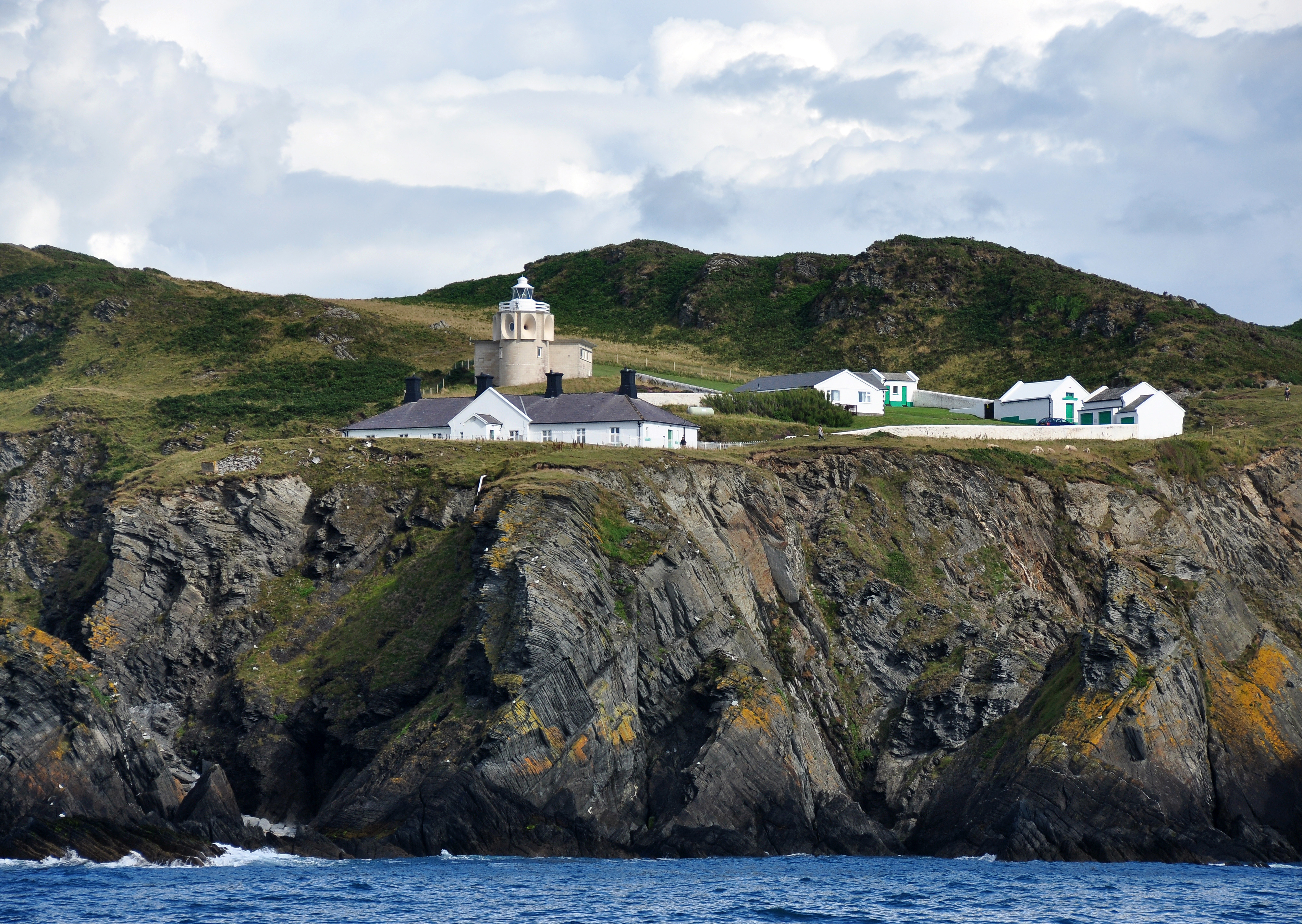
Phare de Bull Point